# Lingue yele-nuova britannia occidentale
La famiglia linguistica delle lingue yele-nuova britannia occidentale (Yele – West New Britain in inglese) è un'ipotesi, proposta dal linguista Malcolm Ross, di unificazione in un'unica famiglia di tre lingue isolate: la lingua anem e la lingua peleata (o wasi) parlate nella Nuova Britannia, e la lingua yele dell'isola Rossel. Stephen Wurm, altro importante studioso delle lingue dell'Oceania, aveva suggerito, precedentemente, l'esistenza di una più vasta famiglia (lingue papuasiche orientali) che avrebbe incluso anche queste lingue, ma l'ipotesi sembra oggi non più credibile, visto che anche Ethnologue (16ª edizione del 2009) ha scelto di collocare le tre lingue nella famiglia proposta da Ross, abbandonando la classificazione di Wurm, che aveva seguito fino alla 15ª edizione.

## Pronomi
Le prove dell'esistenza della famiglia si basano essenzialmente sui sistemi pronominali. Ciascuna delle tre lingue ha due distinti insiemi di pronomi che trovano corrispondenza in ognuna delle lingue.
Anêm ed Ata distinguono tra Noi inclusivo ed esclusivo. Lo Yele ha anche un pronome duale che qui non è illustrato:
| Anêm | Anêm     | Anêm      | Anêm     |
| ---- | -------- | --------- | -------- |
| io   | ue, a-   | noi escl. | mɯn, mɯ- |
| io   | ue, a-   | noi incl. | miŋ, –   |
| tu   | nin, nɯ- | voi       | –, ŋɯ-   |
| egli | –, u-    | essi      | –, i-    |
| ella | –, i-    | essi      | –, i-    |

| Ata  | Ata       | Ata       | Ata       |
| ---- | --------- | --------- | --------- |
| io   | eni, a-   | noi escl. | neɣi, ta- |
| io   | eni, a-   | noi incl. | ŋeŋe, –   |
| tu   | nini, na- | voi       | ŋiŋi, ŋa- |
| egli | anu, u-   | essi      | aneʔi, i- |
| ella | ani, i-   | essi      | aneʔi, i- |
| Yele    | Yele                   | Yele | Yele     |
| ------- | ---------------------- | ---- | -------- |
| io      | ɳə, a                  | noi  | ɳ͡mo, ɳ͡mɨ |
| tu      | ni, [[nasal stop\|N-]] | voi  | n͡mo, n͡me |
| lui/lei | –, u                   | essi | –, ji    |